# Civana Kuhlmann
Civana Grace Kuhlmann (* 14. April 1999 in Aurora, Colorado) ist eine US-amerikanische Fußballspielerin.

## Karriere

### Verein
Kuhlmann spielte in ihrer College-Zeit bis 2021 für die Stanford Cardinal und wechselte im Sommer des Jahres zu den Colorado Buffaloes, wo sie bis zum Ende ihrer College-Laufbahn im Jahr 2022 blieb. Beim Draft zur NWSL-Saison 2023 wurde sie von Washington Spirit erwählt. Ihr Debüt gab sie am ersten Spieltag beim 1:0-Sieg über OL Reign, als sie in der 76. Minute für Ashley Hatch eingewechselt wurde.

### Nationalmannschaft
Mit der US-amerikanischen U17 nahm sie an der Weltmeisterschaft 2016 und mit der U20 an der CONCACAF Meisterschaft 2018 teil. Von April 2018 bis April 2019 kam sie auch in der U23 zum Einsatz.